# EHC Team Wien
Le EHC Team Wien est un club de hockey sur glace de Vienne en Autriche, créé en 2007. Il évolue en Nationalliga, le second échelon autrichien.
Pour des raisons financières, le club disparait lors de la saison 2008-2009.